# Dušan Spasojević
Dušan Spasojević (Retkocer, 1968. július 16. – Belgrád, 2003. március 27.) a Zemun klán néven ismert szerbiai bűnszervezet vezetője volt. A 2000 és 2003 közötti időszakban a Zemun klánnal együtt kivételesen befolyásolta az ország eseményeit, Zoran Đinđić meggyilkolásáig. Ez az esemény a Saber hadműveletet, a szerb hatóságok nagy rajtaütését idézte elő, amelynek fő célpontja a Zemun klán volt. Spasojevicet a letartóztatási kísérlet során a rendőrséggel összecsapás közben meggyilkolták. Sírja és szobra Zimonyban van.